# Peribatodes haggarti
Peribatodes haggarti là một loài bướm đêm trong họ Geometridae.